# Estádio Nacional Rajamangala
O Estádio Nacional Rajamangala ou simplesmente Estádio Rajamangala (em tailandês: สนามราชมังคลากีฬาสถาน), também conhecido como Estádio Hua Mark, é o estádio nacional da Tailândia, localizado na capital do país, Bangkok. Tem capacidade para 60.000 pessoas, podendo abrigar, em eventos como shows ao vivo, um número estimado entre 65.000 e 75.000 pessoas. 
Inaugurado em 1998 para sediar os Jogos Asiáticos daquele ano, também foi sede do Campeonato Mundial de Futebol Feminino Sub-20 de 2004 e da Copa da Ásia de 2007.